# Östnilotiska språk
Östnilotiska språk är en undergrupp av nilotiska språk som talas mestadels i Kenya och Uganda men också lite i Tanzania och Etiopien.
Språkgruppen består av 20 individuella språk:
- Barispråk
  - Bari
  - Kakwa
  - Kuku
  - Mandari
- Lotuxo-teso-språk
  - Dongotono
  - Imotong
  - Lango
  - Logir
  - Lokoya
  - Lopit
  - Okolie
  - Otuho
  - Maasai
  - Ngasa
  - Samburu
- Teso-turkana-språk
  - Ateso
  - Ng’akarimojong
  - Nyangatom
  - Toposa
  - Turkana